# Durmitor
 Ovo je glavno značenje pojma Durmitor. Za brod pogledajte P/B Durmitor.
Durmitor je planina i nacionalni park u Crnoj Gori. 
Predjeli Durmitora, po ljepoti i neokrnjenosti rijetko i autentično djelo prirode, proglašeni su nacionalnim parkom 1952. godine. Smješten na sjeverozapadu Crne Gore, park obuhvaća osnovni masiv Durmitora s kanjonima Tare, Drage i Sušice i gornji dio kanjonske doline Komarnice, zauzimajući površinu od 39 000 ha.
Sva raskoš prirodnih ljepota, ambijentalnih i kulturnih vrijednosti Durmitora i rijeke Tare, prevladala je da se nacionalni park Durmitor uvrsti u popis Svjetske kulturne i prirodne baštine, odlukom Međunarodnog odbora za Svjetsku kulturnu i prirodnu baštinu, u Parizu 1980. godine, dok je rijeka Tara i njena kanjonska dolina, UNESCO-ovim programom Čovjek i biosfera 1977. godine uvrštena u svjetske ekološke rezervate biosfere (površine 32.000 ha).

## Odlike
Osnovna odlika reljefa durmitorskog područja jest prostrana visoravan na 1500 metara nadmorske visine, koju presjecaju duboke kanjonske doline i s koje se uzdižu impozantni planinski vrhovi, od kojih je 48 s preko 2000 metara nadmorske visine i među njima najviši Bobotov kuk s 2523 m.
Ljepoti durmitorskog masiva posebnu draž daje 18 ledničkih jezera, nazvanih gorske oči, na visinama iznad 1500 m. Najveće i najatraktivnije je Crno jezero. Veličanstvenosti pejzaža doprinose, osim ljepote jezerskog bazena i blistave vodene površine, prostrani šumski predio koji ga okružuje i vrh Međeda, gorostasno uzdignut nad njim. Udaljeno je 2 km od planinskog gradića Žabljaka, zimskog turističkog centra Crne Gore.
Među najljepšim ukrasima parka su i bistre, silovite rijeke koje su ovom području podarile razne kanjonske doline. Posebno impresionira rijeka Tara, kako ljepotom i pokretom svojih voda, tako i dubinom (1300 m) i pejzažem kanjona koji je najveći u Europi, te poslije Grand Canyona u SAD-u, drugi u svijetu.
Durmitorski nacionalni park obiluje značajnim brojem spomenika kulture od antičkog razdoblja do najnovijeg doba. Najkarakterističniji su srednjovjekovni spomenici: razvaline gradova i utvrđenja, mostovi i karaule, nekropole i samostanski kompleksi u dolini rijeke Tare.

## Bioraznolikost
Po bogastvu flore i faune, složenosti ekosustava, zastupljenosti preko 1 300 vrsta vaskularnih biljaka, što predstavlja izuzetnu koncentraciju s velikim brojem endemičnih i reliktnih vrsta, Durmitor predstavlja izuzetnu prirodnu vrijednost i trajno nadahnuće znanstvenika i ljubitelja prirode.
Vegetacijske zone Durmitora čine listopadna i zimzelena šuma, te podalpska zona. Od 37 endemskih vrsta biljaka šest ih se može naći samo na Durmitoru. U parku se također nalazi jedna od posljednjih nedirnutih šuma crnog bora, i to na tlu na kojemu obično raste grmovito bilje.
U Tari i njenim pritokama se nalazi veliki broj lososa, a u šumama se mogu naći: smeđi medvjed, vuk, divlja svinja, divlja mačka, divokoza, više vrsta orlova, tetrijeba i jarebica.
- Durmitor sa zapada
- Bobotov kuk
- Crno jezero
- Mali i Veliki Međed
- Obla glava

## Vanjske poveznice
- Službene stranice Nacionalnog parka Durmitor  Arhivirana inačica izvorne stranice od 18. veljače 2009. (Wayback Machine)
- UNESCO - Nacionalni park Durmitor  Arhivirana inačica izvorne stranice od 12. veljače 2021. (Wayback Machine)

### Ostali projekti
|  | Zajednički poslužitelj ima još gradiva o temi Nacionalni park Durmitor |